# Eisenbahnkaserne (Koblenz)
Die Eisenbahnkaserne in Koblenz, auch „Fischelkaserne“ oder „Rote Artilleriekaserne“ genannt, war eine Liegenschaft der königlich preußischen Armee in der Festung Koblenz.

## Geschichte
In den Jahren 1887 bis 1889 wurde für die Unterbringung von Teilen des 2. Rheinischen Feld-Artillerie-Regiments Nr. 23 neben dem Proviantamt in der Fischelstraße Nr. 18 ein langgestrecktes, dreistöckiges Kasernengebäude errichtet. Da die Fischelstraße wegen des in unmittelbarer Nähe gelegenen Rheinbahnhofs zeitweilig in Eisenbahnstraße umbenannt worden war, erhielt die Kaserne letztendlich den offiziellen Namen „Eisenbahnkaserne“. Der Bau war für eine bespannte Einheit in funktioneller Bauweise angelegt worden, im Erdgeschoss befanden sich die Pferdeställe, die Unterkünfte lagen in den beiden Stockwerken darüber. Im Jahre 1894 wurden dann auch die 1. Batterie und der Regimentsstab in das Gebäude verlegt, wobei der Stab hier erstmals einen Telefonanschluss erhielt.
Nach dem Ersten Weltkrieg übernahm die Stadt das Kasernengebäude und richtete hier die Berufsschule ein. Während der Bombenangriffe des Zweiten Weltkriegs wurde das Viertel um die Fischelstraße und mit ihm die Kaserne völlig zerstört. Die Ruinen wurden abgebrochen und wieder überbaut. Heute befindet sich das Löhr-Center auf dem Gelände der ehemaligen Eisenbahnkaserne. Die Fischelstraße ist in diesem Bereich verschwunden und nur noch in einem kleinen Teilstück erhalten.